# Ayamé
Pour les articles homonymes, voir Ayame (homonymie).
Ayamé  est une ville de Côte d'Ivoire située à l'est du pays, près d'Aboisso et non loin du Ghana.

## Description
Cette localité créée vers 1885 par le roi Brou Dishiè, chef des Agnis Sanwi, une ethnie qui domine encore numériquement la contrée, est un chef-lieu de sous-préfecture du département d'Aboisso, dans la région du Sud-Comoé. Elle est également chef-lieu de commune et dirigée par un maire entouré d'un conseil municipal composé de 27 membres. Le maire actuel de la ville est Ellogne Eba Koutoua Séverin Christian, indépendant et élu à la suite des élections municipales de septembre 2023.  Ayamé est également connue pour son lac artificiel de 197 km2 , réalisé en 1959 sur la rivière Bia, mais surtout pour les barrages hydroélectriques d'Ayamé 1 et Ayamé 2 construits sur le fleuve la Bia. Le premier barrage hydro-électrique, Ayamé 1, construit sur la rivière Bia, a été inauguré en 1959,.

## Histoire
Dans l'histoire d'Ayamé la plus récente, 1959 a été une année très importante, parce que le vieux village fut envahi par l'eau à cause de la construction du barrage hydroélectrique Ayamé I sur le fleuve Bia. Le village qui abrite aujourd'hui une mairie a été rebâtie dans la vallée sur les collines environnantes.

## Climat
Le climat de la commune s'observe à quatre niveaux :
- Une grande saison sèche (décembre à février) ;
- Une grande saison pluvieuse (mars à juillet) ;
- Une petite saison sèche (mi-juillet à mi-septembre) ;
- Une petite saison de pluies (mi-septembre à mi-novembre)[7].

La température moyenne varie entre 26 et 32 °C Degré Celsius avec une humidité de l'air de 80 à 90 %.

## Situation géographique
Ayamé est située au sud-est de la Côte d'Ivoire dans le département d'Aboisso à 20 kilomètres au nord du chef-lieu de département et 140 kilomètres de la ville d'Abidjan. Les limites administratives de la commune d'Ayamé .

## Patrimoine
Le Palais de La Monin Bia est idéalement situé au sommet d’une colline dans le paisible village d’Ayamé au sud-est de la Côte d’Ivoire, à seulement deux heures de route de l’aéroport d’Abidjan ‘Le Palais’ offre une vue panoramique et spectaculaire sur la immensité du lac navigable d’Ayamé.

## Démographie
| 1975  | 1988  | 2010   |
| ----- | ----- | ------ |
| 4 680 | 6 982 | 13 952 |